# Arquidiócesis de Vitória da Conquista
La arquidiócesis de Vitória da Conquista (en latín: Archidioecesis Victoriensis de Conquista y en portugués: Arquidiocese de Vitória da Conquista) es una circunscripción eclesiástica de la Iglesia católica en Brasil. Se trata de una arquidiócesis latina, sede metropolitana de la provincia eclesiástica de Vitória da Conquista. Desde el 9 de octubre de 2019 su arzobispo es Josafá Menezes da Silva.

## Territorio y organización
La arquidiócesis tiene 25 089 km² y extiende su jurisdicción sobre los fieles católicos de rito latino residentes en 20 municipios del estado de Bahía: Vitória da Conquista, Anagé, Barra do Choça, Belo Campo, Bom Jesus da Serra, Caatiba, Caetanos, Cândido Sales, Encruzilhada, Ibicuí, Iguaí, Itambé, Itapetinga, Itarantim, Macarani, Maiquinique, Nova Canaã, Planalto, Poções y Ribeirão do Largo.
La sede de la arquidiócesis se encuentra en la ciudad de Vitória da Conquista, en donde se halla la Catedral de Nuestra Señora de la Victoria.
La arquidiócesis tiene como sufragáneas a las diócesis de: Bom Jesus da Lapa, Caetité, Jequié y Livramento de Nossa Senhora.
En 2020 en la arquidiócesis existían 31 parroquias agrupadas en 4 vicariatos, que llevan los nombres de los cuatro evangelistas: San Mateo, San Marcos, San Lucas y San Juan. 

## Historia
La diócesis de Vitória da Conquista fue erigida el 27 de julio de 1957 con la bula Christus Iesus del papa Pío XII, tomando su territorio de la diócesis de Amargosa. Originalmente era sufragánea de la arquidiócesis de San Salvador de Bahía.
El 7 de noviembre de 1978 cedió una parte de su territorio para la erección de la diócesis de Jequié mediante la bula Quo absolutius del papa Juan Pablo II.
El 16 de enero de 2002 fue elevada al rango de arquidiócesis metropolitana con la bula Sacrorum Antistites del papa Juan Pablo II.

## Estadísticas
Según el Anuario Pontificio 2021 la arquidiócesis tenía a fines de 2020 un total de 580 140 fieles bautizados.
| Año                                                                             | Población            | Población | Población      | Sacerdotes | Sacerdotes    | Sacerdotes    | Bautizados por sacerdote | Diáconos permanentes | Religiosos | Religiosos | Parroquias |
| Año                                                                             | Bautizados católicos | Total     | % de católicos | Total      | Clero secular | Clero regular | Bautizados por sacerdote | Diáconos permanentes | Varones    | Mujeres    | Parroquias |
| ------------------------------------------------------------------------------- | -------------------- | --------- | -------------- | ---------- | ------------- | ------------- | ------------------------ | -------------------- | ---------- | ---------- | ---------- |
| 1966                                                                            | 705 000              | 750 000   | 94.0           | 16         | 9             | 7             | 44 062                   |                      | 8          | 56         | 14         |
| 1970                                                                            | 460 000              | 520 000   | 88.5           | 23         | 15            | 8             | 20 000                   |                      | 11         | 59         | 15         |
| 1976                                                                            | 531 000              | 590 000   | 90.0           | 23         | 15            | 8             | 23 086                   |                      | 10         | 68         | 18         |
| 1980                                                                            | 412 000              | 458 220   | 89.9           | 26         | 16            | 10            | 15 846                   | 2                    | 12         | 58         | 21         |
| 1990                                                                            | 474 000              | 594 000   | 79.8           | 26         | 18            | 8             | 18 230                   | 2                    | 13         | 17         | 24         |
| 1999                                                                            | 600 000              | 750 000   | 80.0           | 26         | 17            | 9             | 23 076                   | 2                    | 17         | 55         | 24         |
| 2000                                                                            | 600 000              | 750 000   | 80.0           | 26         | 17            | 9             | 23 076                   | 2                    | 17         | 55         | 24         |
| 2001                                                                            | 580 000              | 724 619   | 80.0           | 45         | 32            | 13            | 12 888                   |                      | 15         | 53         | 25         |
| 2002                                                                            | 580 000              | 724 619   | 80.0           | 55         | 42            | 13            | 10 545                   | 4                    | 17         | 38         | 30         |
| 2003                                                                            | 592 000              | 725 192   | 81.6           | 42         | 29            | 13            | 14 095                   | 5                    | 38         | 33         | 28         |
| 2004                                                                            | 542 249              | 724 619   | 74.8           | 43         | 31            | 12            | 12 610                   | 4                    | 19         | 45         | 28         |
| 2010                                                                            | 584 000              | 778 000   | 75.1           | 47         | 38            | 9             | 12 425                   | 4                    | 19         | 44         | 29         |
| 2014                                                                            | 613 000              | 816 000   | 75.1           | 51         | 40            | 11            | 12 019                   | 11                   | 15         | 38         | 31         |
| 2017                                                                            | 608 207              | 809 570   | 75.1           | 48         | 35            | 13            | 12 670                   | 12                   | 14         | 39         | 31         |
| 2020                                                                            | 580 140              | 772 567   | 75.1           | 50         | 38            | 12            | 11 602                   | 18                   | 14         | 34         | 31         |
| Fuente: Catholic-Hierarchy, que a su vez toma los datos del Anuario Pontificio. |                      |           |                |            |               |               |                          |                      |            |            |            |

## Episcopologio
- Jackson Berenguer Prado † (16 de abril de 1958-24 de septiembre de 1962 nombrado obispo de Feira de Santana)
- Climério Almeida de Andrade † (24 de septiembre de 1962-24 de mayo de 1981 falleció)
- Celso José Pinto da Silva † (4 de julio de 1981-21 de febrero de 2001 nombrado arzobispo de Teresina)
- Geraldo Lyrio Rocha (16 de enero de 2002-11 de abril de 2007 nombrado arzobispo de Mariana)
- Luís Gonzaga Silva Pepeu, O.F.M.Cap. (11 de junio de 2008-9 de octubre de 2019 renunció)
- Josafá Menezes da Silva, desde el 9 de octubre de 2019